# Лянцкоронский, Кшиштоф
Кшиштоф Лянцкоронский (ум. 1591) — польский магнат, каштелян малогощский (1567—1589) и радомский (1589—1591), сторонник Реформации и один из главных кальвинистов в Малопольше. Владелец Курозвенков, Котужова, Яблоницы, Корытницы, Черницы, Поника и Стшельце.

## Биография
Представитель польского магнатского рода Лянцкоронских герба «Задора». Старший сын дворянина королевского и ловчего сандомирского Яна Лянцкоронского (ум. 1564), погибшего во время Ливонской войны, и Анны Курозвенцкой, дочери старосты шидловкого Иеронима Курозвенцкого (ум. 1519/1520). Младший брат — ловчий сандомирский Иероним Лянцкоронский (ум. 1605/1610).

## Карьера
1545 год — дворянин королевский
1546—1547 годы — учёба в Кёнигсбергском университете (Альбертине)
1551 год — ловчий сандомирский
1563 год — каштелян чешовский
10 июля 1567 года — каштелян малогощский
1573 год — участие в элекции (избрании) Генриха Валуа
25 октября 1574 года — участвовал в подписании в Кракове письма от имени дворян-кальвинистов Малой Польши к сеймикам за советом и помощью в наказании виновных в разрушении кирхи в Кракова
1575 год — во время бескоролевья участвовал в работах малопольских сеймиков в Новы-Корчине и Опатуве
1576 год — на съезде в Енджеюве был избран одним из послов в Вену. Пытался убедить германского императора не принимать польскую корону. В том же году по поручению короля Стефана Батория был послом в ВКЛ, чтобы призвать литовцев прибыть на съезд в Варшаву
1576 год — получил во владение староства бялы-бурское и хамерштынское в Королевской Пруссии
1587 год — после смерти Стефана Батория Кшиштоф Лянцкоронский принял участие в конвокационном сейме.
15 июня 1589 года — получил от польского короля Сигизмунда III Вазы должность каштеляна радомского.

## Семья и дети
Был дважды женат. Перед 1566 годом первым браком женился на Анне Тенчинской (ум. 1581), дочери каштеляна краковского Анджея Тенчинского (ум. 1562) и Анны Ожаровской. Дети от первого брака:
- Збигнев Лянцкоронский (ум. 1619), подкоморий сандомирский (1604)
- Преслав Лянцкоронский (ум. 1612), бездетный
- Кшиштоф Лянцкоронский (ум. после 1604)
- Криштина Лянцкоронская

Вторично в 1582 году женился на Софии Вздовской, от брака с которой детей не имел.